# 유수환
유수환(2002년 3월 6일 ~ )는 대한민국의 축구 선수로, 포지션은 레프트백이다. 현재 K리그1 전북 현대 모터스 소속이다.